# Eupithecia collineata
Eupithecia collineata är en fjärilsart som beskrevs av W. Warren 1906. Eupithecia collineata ingår i släktet Eupithecia och familjen mätare. Inga underarter finns listade i Catalogue of Life.